# Systoechus tesquorum
Systoechus tesquorum är en tvåvingeart som beskrevs av Becker 1916. Systoechus tesquorum ingår i släktet Systoechus och familjen svävflugor. Inga underarter finns listade i Catalogue of Life.